# Pepper (robot)
Pour les articles homonymes, voir Pepper.

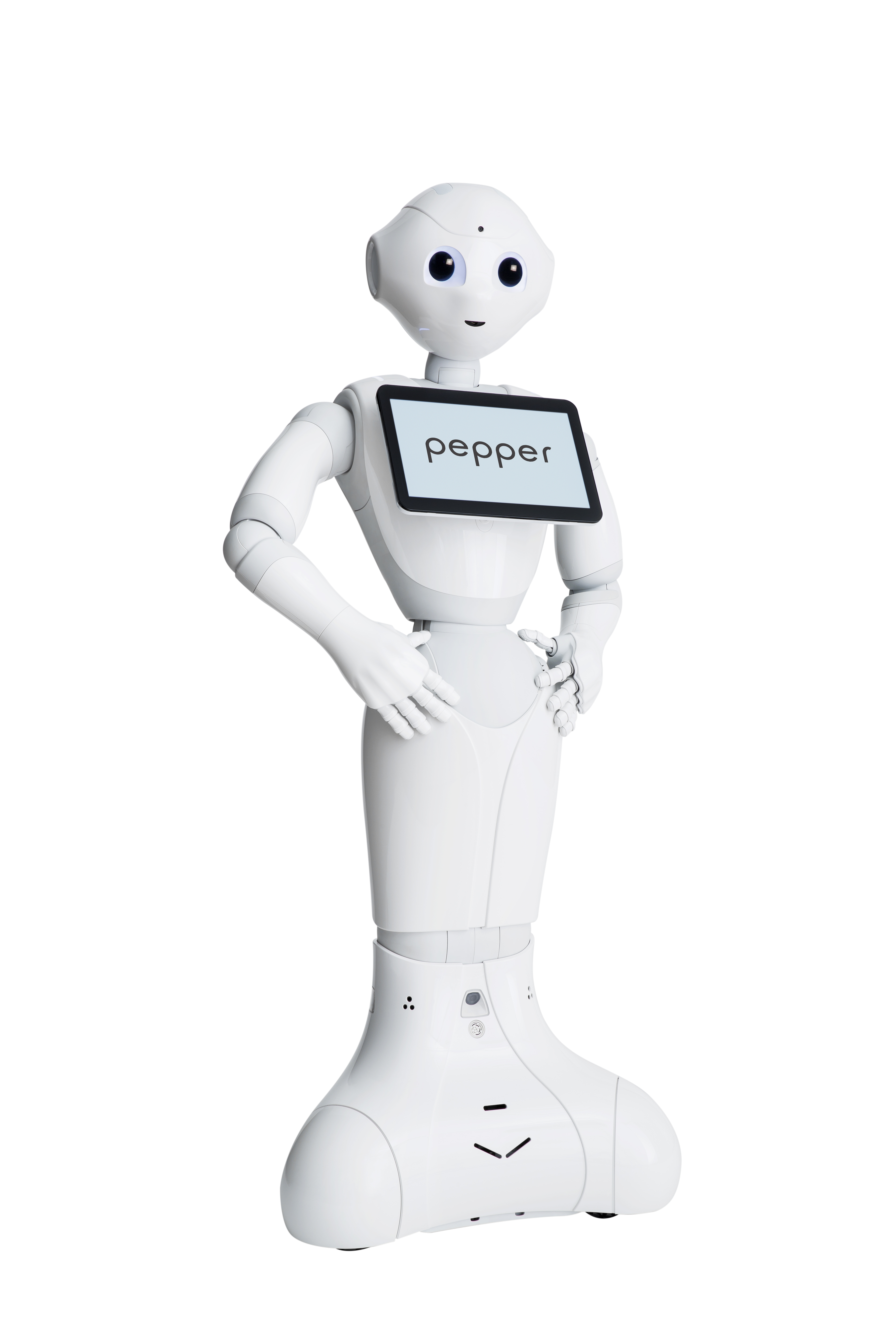
Robot Pepper.

Pepper est un robot humanoïde développé par la société SoftBank Robotics (anciennement Aldebaran Robotics), capable de reconnaître certaines émotions.
Lancé en 2015, sa production est finalement arrêtée en 2021, faute de ventes suffisantes.

## Historique
Dévoilé lors d'une conférence le 5 juin 2014, le robot Pepper a tout d'abord été déployé au Japon dans les boutiques de SoftBank, où il est chargé d'accueillir les clients, de leur donner des informations et de les distraire pendant les temps d'attente. À partir du 20 juin 2015, le robot est également proposé au grand public, uniquement au Japon et en location, avec des applications spécifiques pour la météo ou le karaoké. 
Le robot a accueilli des visiteurs dans plus de 2 000 entreprises à travers le monde.[réf. nécessaire]
En juillet 2021, la société SoftBank annonce arrêter la production du robot Pepper, à la suite d'une demande insuffisante.

## Description

### Caractéristiques
Son design rappelle celui de NAO, un autre robot de la famille SoftBank Robotics.

### Détails techniques
| Dimensions                         | Hauteur: 120 cm • Profondeur : 42,5 cm • Largeur : 48,5 cm |
| Poids                              | 28 kg |
| Batterie                           | Type : Accumulateur lithium-ion • Capacité : 30,0 Ah/795 Wh • Autonomie : env. 12 h                                                                              |
| Capteurs d'interaction             | 4 microphones, 2 caméras RGB HD (au niveau de la bouche et du front), 5 capteurs tactiles (3 dans la tête et 2 dans les mains) et un écran tactile sur le torse  |
| Capteurs de déplacement            | 1 caméra 3D derrière les yeux pour la profondeur et la détection des mouvements et des obstacles • Dans les jambes : 2 sonars, 6 lasers, un capteur gyroscopique |
| Degré de liberté des articulations | Tête : 2 • Épaules : 2 • Poignets : 1 • Mains (5 doigts) : 1 • Taille : 2 • Genoux : 1 • Base : 3                                                                |
| Système d'exploitation             | NAOqi OS, compatibilité ROS |
| Charge utile                       | 500 g à bout de bras |
| Affichage                          | Écran tactile de 10,1 pouces |
| Réseau                             | Wi-Fi (IEEE 802.11a/b/g/n) • Connexion Ethernet |
| Déplacement                        | 3 roues omnidirectionnelles • vitesse maximum de 5 km/h |

### Interaction et reconnaissance des émotions

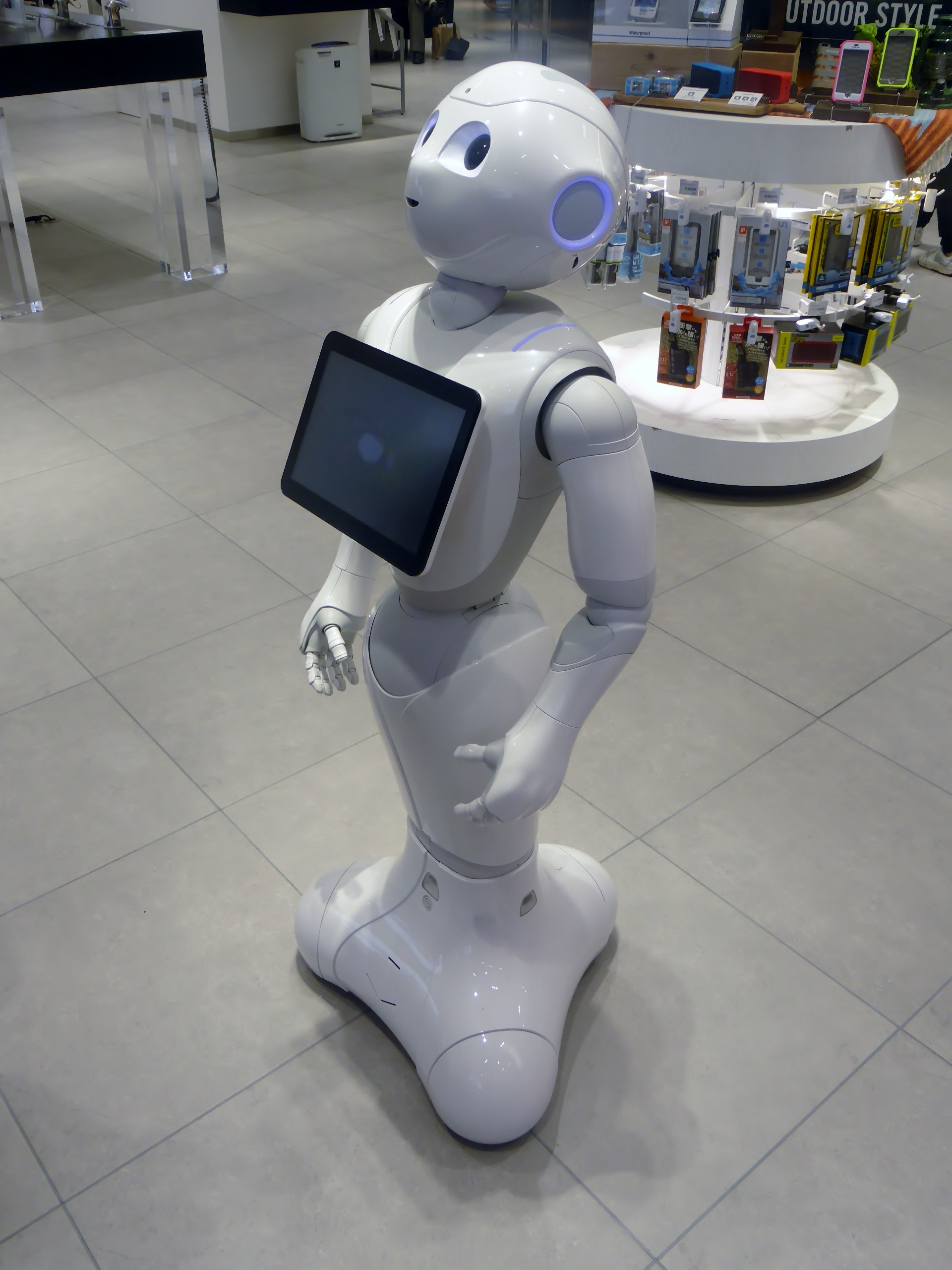
Pepper adapte son langage corporel en fonction de l'attitude de son interlocuteur.

Pepper est dit être un robot émotionnel, car l'objectif est qu'il puisse avoir la réaction la plus appropriée pour une situation non définie.
Le robot possède ainsi une variété de tons et de registres de langue qu'il va sélectionner en fonction de l'analyse du contexte et de son interlocuteur. La reconnaissance des émotions de l'interlocuteur est basée sur la détection des expressions faciales, du ton et du champ lexical employé.
Outre l'interaction verbale, le robot va adapter sa position et respecter une certaine distance avec la personne, afin qu'elle ne soit pas mal à l'aise, mais que la relation puisse tout de même se construire. De la même façon, Pepper va adopter un langage corporel particulier. Tout cela dans le but que sa réaction soit la plus pertinente et la plus appréciée par l'interlocuteur.
Afin d'améliorer l'interaction et la reconnaissance des émotions, les robots Pepper partagent les données recueillies dans un système d'intelligence artificielle en cloud.

### Sécurité
Pepper possède un ensemble de systèmes pour optimiser sa sécurité et celle des personnes à proximité. D'une part, ses capteurs lui permettent de détecter son environnement et ainsi adapter sa position et ses mouvements. D'autre part, il est constitué en polyuréthane, une matière souple, pour limiter les risques de pincements. Pour éviter les chutes, une centrale inertielle permet au robot de ne pas perdre l'équilibre s'il est bousculé. Une sécurité l'empêche également de tomber en cas de coupure électrique. Enfin, un bouton d'arrêt d'urgence se trouve dans le dos du robot, fonctionnant de pair avec des freins, en  bloquant les moteurs des jambes dans une position stable.

## Vision et usages

### Grand public
À partir de juin 2015, Pepper est distribué auprès du grand public (uniquement au Japon) en tant que robot compagnon. Il a pour vocation de s'intégrer dans les foyers, reconnaître les membres de la famille et s'adapter en fonction de chaque utilisateur. Il est notamment capable de tenir des conversations et de divertir les enfants.

### Commercial
Pepper a été adopté par de nombreuses enseignes au Japon, en Europe, aux États-Unis pour accueillir les clients de façon originale. Vendu au prix de 20 000 € pour les entreprises, il est capable d'informer les visiteurs, de les orienter, de recueillir leur niveau de satisfaction ou encore de les divertir le temps qu'un vendeur se libère. 
En France, il a notamment été mis en service chez Carrefour, Darty, Axa Banque, dans des gares SNCF, à la Cité des Sciences et de l'Industrie, Uniqlo dans sa boutique de Saint Germain des Prés à Paris, les bateaux de croisière Costa, à la mairie du 15e arrondissement de Paris ou encore au parc de loisirs  du Futuroscope.
Pepper était présente comme permettant notamment d'automatiser des tâches ou de décharger l'humain d'actions à faible valeur ajoutée.
En 2017, Pepper est devenu l'égérie de la campagne publicitaire Renault « French Touch » et a intégré plus de 120 concessions à travers la France.
En décembre 2019, une douzaine de robots Pepper ont été installés au "Pepper Parlor Café" à Tokyo. 
En juin 2020, dans le cadre de la pandémie Covid, cent Pepper ont été installés au stade de Baseball à Fukuoka afin de devenir des "supporters" de l'équipe SB Hawks.
En 2024, Pepper apparaît dans l'émission Fort Boyard dans la séquence de la salle informatique.

### Académique
Pepper est disponible en tant que robot éducatif et de recherche pour les écoles, les collèges et les universités afin d’enseigner la programmation et de mener des recherches sur les interactions homme-robot.
En 2017, une équipe internationale a entamé des recherches sur l'utilisation de Pepper en tant que robot polyvalent permettant de prendre en charge des personnes âgées dans des maisons de retraite ou des centres d'hébergement. Le projet a reçu un financement de deux millions de livres sterling, avec des donateurs tels que l'Union Européenne et le gouvernement japonais. Le projet devait durer trois ans. Les institutions développées dans la recherche incluent l'Université du Middlesex et l'Université du Bedforshire. L'étude semble montrer une diminution du sentiment de solitude chez les personnes âgées. D'autres études, au Japon, montrent que l'utilisation des robots, dont Pepper, accroit sensiblement la charge de travail du personnel soignant et aidant ainsi qu'un désintérêt envers Pepper une fois la période de découverte passée.
Le mardi 16 octobre 2018, un robot Pepper du projet a témoigné devant le Comité de l'éducation de la Chambre des communes du Parlement du Royaume-Uni,.